# Krowia Góra (województwo świętokrzyskie)
Krowia Góra – wieś w Polsce, położona w województwie świętokrzyskim, w powiecie sandomierskim, w gminie Łoniów.
| SIMC    | Nazwa    | Rodzaj    |
| ------- | -------- | --------- |
| 0797837 | Żurawica | część wsi |

Wierni Kościoła rzymskokatolickiego należą do parafii św. Mikołaja w Łoniowie.
W latach 1975–1998 miejscowość administracyjnie należała do województwa tarnobrzeskiego.